# 安孙子三和
安孫子三和（1961年1月23日—），日本女性漫畫家。出生於宮城縣柴田郡大河原町，現仍住於宮城縣，畢業於宮城縣白石女子高等學校。
1983年就讀於仙台市的設計專門學校時，在《LaLa》別冊夏季號初次發表漫畫作品，代表作為橘夢日記。

## 作品列表
- 天使降臨日、全1冊、原名
- 橘夢日記、全14冊、原名
- 橘夢日記特別篇、原名
- 望海的狗兒、全2冊、原名

1. 《望海的狗兒》、全1冊 ISBN 9861141960
2. 《望海的狗兒Ⅱ》、全1冊 ISBN 9861159487

- 對岸的她、全1冊、原名（角田光代原作）
- 月宮的兔子、全1冊、原名
- 原名
- 原名
- 原名
- 原名
- 原名

## 外部連結
- 橘子島 （页面存档备份，存于） 個人正式網站
- 安孫子三和震災体験特別寄稿 - 白泉社 （页面存档备份，存于）
- 月の船 （页面存档备份，存于） 安孫子三和的愛好者網站